# Ralph Dodd
Ralph Dodd, född omkring 1756, död 1822, var en brittisk ingenjör. Hans son George Dodd var även han en känd ingenjör.
Dodd byggde Vauxhallsbron i London och vattenverken vid South Lambert med flera arbeten. Dodd gjorde även en plan till en tunnel under Themsen, vilken senare utformades av den franske ingenjören Marc Isambard Brunel.